# 林希鵬
林希鵬（1928年—），省工委要角，四六事件當事人。苗栗人，曾任台灣省工作委員會新竹海岸地區支部書記，1953年底獲得國防部核准自新，進入調查局桃園縣調查站工作，後調任台南縣調查站主任退休。

## 生平
林希鵬，台灣新竹州苗栗郡人，1946年新竹州立新竹中學校畢業，考入台灣省立師範學院（現在的國立台灣師範大學）數學系，與周慎源為同班同學，當時，林希鵬結識了同校教育學系學生黃玉坤、顏松樹，並透過顏松樹認識了同為新竹人的台大學生葉雪淳，不定期會前往葉雪淳住處討，一同討論讀社會主義的心得與對時局的看法，咸認為國民政府即將敗亡，訪談紀錄顯示林希鵬此時已思想左傾。1949年周慎源當選師院學生自治會會長，林希鵬擔任學生自治會理事，參與學生運動。林希鵬由化學系陳金目吸收加入學工委師院支部，1949年四六事件發生，許多學生於事後逃離學校，周慎源與林希鵬經張志忠指示赴新竹協助簡吉在新竹地區發展組織，後陳福星接手新竹區工委會，林希鵬出任台灣省工作委員會新竹海岸地區支部書記，化名老李，周慎源與陳福星發生路線之爭一度出走，後與林希鵬聯繫上而回歸省工委。
林希鵬擔任書記期間接受黎明華指示在新竹、桃園一帶推動新農會，並吸收農民加入組織，並將組織發展到觀音及新豐等地。1950年1月，省工委領導人蔡孝乾落網，5月全台大搜捕，透過台北鐵路各支部破案線索，循線將省工委新竹支部破獲，陳福星與林希鵬等人採取「退守保幹」策略，退入苗栗三義地區，1951年4月政府利用新竹支部成員林逢祥誘捕林希鵬，1951年11月25日黎明華與林希鵬等落網省工委組織成員聯名公開向陳福星勸降，1952年1月7日，率領幹部退出共產黨，1952年4月老洪陳福星在魚藤坪被捕，自此，省工委覆滅，1953年12月28日，國防部核准陳福星、曾永賢、劉興炎、林希鵬、黎明華、蕭道應等6人自新。
自新成員部分安排在調查局擔任匪情研究的工作，林希鵬自新後由國防部安排進入調查局桃園縣調查站工作，後調任台南縣調查站主任至退休。林希鵬退休後從事汽車零件生產事業。

## 相關案件

### 張旺與新農會案
1948年黎明華吸收張旺加入中壢支部，後與范新戊、周耀施並成立省工委楊梅支部，1949年張旺任職桃園縣政府地政科科員，推動三七五減租趁機向無知農民推廣共產主義，溫萬勝係一國術館接骨師，地方上素有人望，黎明華指示張旺、林希鵬等吸收溫萬勝加入推動新農會，由溫萬勝等持新農會章程勸說梁標，成立新農會小組後由溫萬勝主持，並吸收成員加入，此案件造成向紅為、李新泉、唐春爐、黃二郎四名國民黨員知匪不報慘遭槍決，張旺、邱桶、梁維潘、梁標、陳金成、陳阿呆、溫勝萬、廖奕富亦遭判死刑，共12人遭槍決。

### 新竹新農會案
林希鵬至新竹農民李復鑑家中成立讀書會推動新農會，並吸收加入新竹海岸地區支部，本案造成葉阿平、羅基壽遭判死刑。